# Rasuł Tichajew
Rasuł Magomiedowicz Tichajew (ros. Расул Магомедович Тихаев; biał. Расул Магамедавіч Ціхаеў, Rasuł Mahamiedawicz Cichajeu; ur. 16 marca 1991) – rosyjski zapaśnik walczący w stylu wolnym reprezentujący Białoruś. Zajął czternaste miejsce na mistrzostwach świata w 2023 roku. 
Jedenasty w indywidualnym Pucharze Świata w 2020. Brązowy medalista mistrzostw Europy w 2020 roku.